# Kate Grenville
Kate Grenville (Sydney, 14 ottobre 1950) è una scrittrice australiana.

## Biografia
Kate Grenville è nata a Sydney, dove vive e lavora, nel 1950. Dopo gli studi all'Università di Sydney e all'Università del Colorado a Boulder ha lavorato nell'industria cinematografica australiana prima di trasferirsi a Londra e a Parigi svolgendo l'attività di editrice e giornalista.
Tornata nella terra natale, ha esordito nella narrativa nel 1984 con la raccolta di racconti Bearded Ladies e successivamente si è dedicata con successo ai romanzi, scrivendone otto, e alla saggistica, spaziando dai manuali di scrittura alla critica letteraria.
Nel 2001 ha vinto con The Idea of Perfection l'Orange Prize, mentre nel 2005 è entrata nella shortlist del Booker Prize con il romanzo Il fiume segreto risultando poi vincitrice l'anno successivo del Commonwealth Writers' Prize per il miglior libro.

## Opere

### Romanzi
- La storia di Lilian (Lilian's Story, 1985), Roma, Theoria, 1998 traduzione di Laura Pugno ISBN 88-241-0600-5.
- Dreamhouse (1986)
- Joan Makes History: A Novel (1988)
- Dark Places (1994)
- The Idea of Perfection (1999)
- Il fiume segreto (The Secret River, 2005), Milano, Longanesi, 2008 traduzione di Roberta Scarabelli ISBN 978-88-304-2238-4.
- The Lieutenant (2008)
- Sarah Thornhill (2011)
- Una stanza fatta di foglie (A Room Made of Leaves, 2020), Vicenza, Neri Pozza, 2021, traduzione di Simona Fefè ISBN 978-88-545-2265-7.

### Racconti
- Bearded Ladies: Stories (1984)

### Saggi
- The Writing Book: A Manual for Fiction Writers (1990)
- Making Stories: How Ten Australian Novels Were Written (1993)
- Writing from Start to Finish: a Six-Step Guide (2001)
- Searching for the Secret River (2006)
- One Life: My Mother's Story (2015)
- The Case Against Fragrance (2017)

## Televisione
- The Secret River (serie TV) (2015) (soggetto)

## Filmografia
- Traps (1994) diretto da Pauline Chan (soggetto)
- Lilian's Story (1996) diretto da Jerzy Domaradzki (soggetto)